# Флотаційна машина типу ФПМУ-6,3

Схема пневмомеханічної флотаційної машини типу ФПМУ-6,3.
1 — приймальний карман; 2 — флотаційна камера; 3 — корпус блока-аератора;
4, 12 — повітряні патрубки; 5 — осьовий імпелер; 6 — порожній вал; 7, 14 — отвори; 8 — конус;
9 — статор; 10 — пальцевий імпелер; 11 — фурма; 13 — труба; 15 — електродвигун.

Флотаці́йна маши́на ти́пу ФПМУ-6,3 (Україна) — пневмомеханічна восьмикамерна флотаційна машина, застосовується для збагачення вугілля.

## Конструкція і принцип дії
Головною відмінністю цієї машини є принцип подачі повітря і конструкція блока-аератора.
Вихідна пульпа через приймальний карман 1 надходить у першу камеру машини, піддається аерації і далі через переливні вікна в поперечних стінках спрямовується у наступну камеру, де процес повторюється. Для відділення зони транспортування пульпи від зони агітації і створення висхідних потоків у машині встановлені конуси 8. Мінералізована піна видаляється пінознімачем, а рівень пульпи регулюється шиберним пристроєм. Перетин переливного вікна змінюється фіксацією шибера в потрібному положенні.
Блок-аератор складається з корпуса 3, у якому розташований порожній вал 6. Внутрішня порожнина корпуса є повітряною коробкою, з якої через отвори 7, центральний канал порожнього вала і радіальні отвори 14 повітря надходить у маточину осьового імпелера 5, який розміщений в трубі 13. Отвори осьового імпелера слугують для рівномірного розподілу повітря в порожнині конічного пальцевого імпелера 10.
Повітря в корпус вводиться через патрубок 4, але також передбачена можливість подачі повітря через патрубок 12 фурми 11 безпосередньо на лопатки осьового імпелера. Навколо пальцевого імпелера встановлений статор 9 з укороченими лопатками, що покращує диспергування повітря і сприяє зниженню турбулентності пульпи в камері. Наявність у блоці-аераторі відцентрового пальцевого й осьового імпелерів сприяє ефективному диспергуванню великої кількості повітря (до 300 м3/год) і дозволяє задовільно розподіляти його по всьому перетину камери.

## Технічна характеристика

| Параметри                                | ФПМУ-6,3 |
| ---------------------------------------- | -------- |
| Об'єм камери, м3                         | 6,3      |
| Імпелер:                                 |          |
| діаметр конічного пальцевого, мм         | 525      |
| діаметр осьового, мм                     | 320      |
| частота обертання імпелерного вала, хв−1 | 485      |
| Потужність електродвигуна камери, кВт    | 22       |
| Число камер                              | 8        |
| Продуктивність:                          |          |
| по твердому, т/год                       | 80       |
| по пульпі, м3/год                        | 800      |
| Габарити камери, мм:                     |          |
| довжина                                  | 19190    |
| ширина                                   | 3200     |
| глибина                                  | 3260     |
| Маса камери, т                           | 4,5      |